# سمامة شائعة

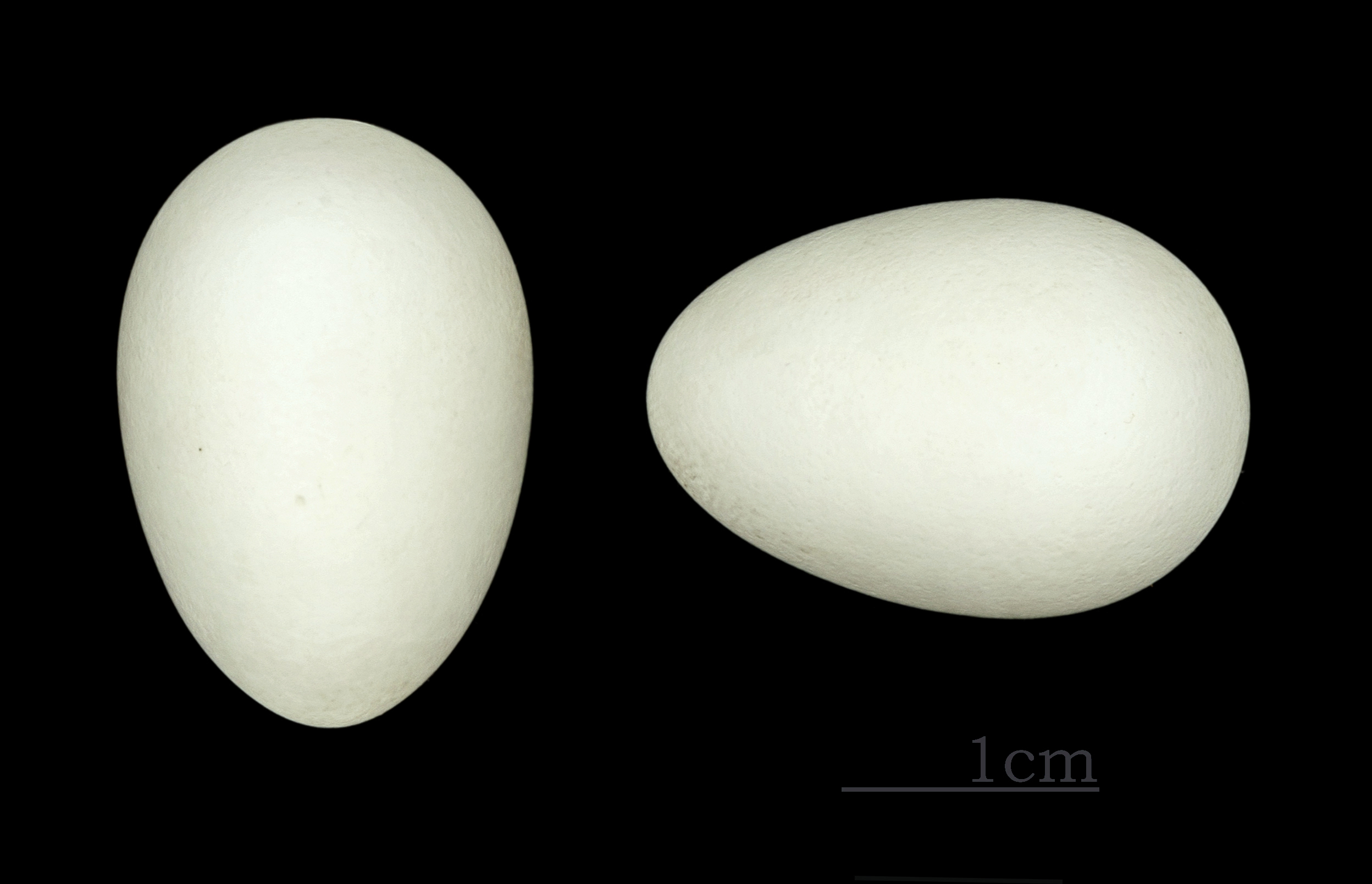
Apus apus

العَوْهَق أو السًَمَامة السوداء أو الشائعة أو المألوفة أو العادية (الاسم العلمي: Apus apus) (بالإنجليزية: Common Swift)‏ هو طائر ينتمي إلى سمامة (فصيلة: Apodidae) ، طائر متوسط الحجم، يتشابه ظاهرياً مع السنونو أبيض البطن أو الخطاف، لكنه أكبر قليلاً. مع ذلك، فلا علاقة بينه وبين تلك الأنواع من الجواثم، منذ أن أصبح السمامة في الرتبة المستقلة السماميات. التجانس بين المجموعات نتج عن التطورالتقاربي يعكس أنماط الحياة المماثلة. يُعتقد بأن أقرب الأنواع للسمامة هي طنان العالم الجديد وسمامة الشجر جنوب شرق أسيا.
اسمها العلمي يأتي من الكلمات اليونانية القديمة α «عديم»، وπούς، «قدم». ἄπους، apous، وتعنى «عديم القدم». تملك هذه الطيور أرجل قصيرة جداً تستخدمها فقط في التشبث بالأسطح العمودية (جاء من هذه الصفة اسم الطائر في (بالألمانية: Mauersegler)، ويعني حرفياً «الطائر الحائطي»). لا تستقر طواعيةً علي الأرض حتي لا تكون عرضة للحوادث والافتراس.

## التصنيف
السمامة الشائعة واحده من أنواع عديدة وصفها كارولوس لينيوس في كتابه النظام الطبيعي عام 1758. وصفت الأسلاف من سلالة أوروبا الوسطى التي عاشت خلال العصر الجليدي الأخير ب (بالإنجليزية: Apus apus palapus)‏.

## الوصف
طول السمامة المألوفة 16-17 سم مع أجنحة بطول 38-40 سم ويغلب عليها بالكامل اللون البني المسود بإستثناء مساحة صغيره باللون الرمادي الباهت أو الأبيض علي ذقنها لا تري من المسافات البعيدة. تملك ذيل قصير متشعب وأجنحة طويله مسرحه إلي الخلف هلالية الشكل يشبه البمرنغ إلي حد ما.
تزقزق بزعيق عالٍ بنغمتين بدرجات صوت مختلفه، للإناث نبرة عاليه علي عكس نبرة الذكور المنخفضه. في الغالب ما تشكل 'تجمعات زعاق' خلال المساء في الصيف حيث يتجمع حوالي 10-20 سمامة شائعة وتطير حول منطقة أعشاشها، يزقزقون لبعضم البعض، ويرد عليهم من جانب السمامات الأخري ضمن نطاق أعشاشها. تشكل 'تجمعات الزعاق' الكبيرة علي ارتفاعات عالية، وخصوصاً في أوقات متأخرة في موسم التكاثر. لم تعرف الغاية من ذلك، لكن يبدو أنها في حالة ما إذا كان العديد من طيور السمامة، ستنام وهي لا تزال طائرة، بينما يميل البالغين لقضاء الليل في العش للاعتناء بصغارهم.

## السلوك

### الهجرة
مثل السنونو، السمامة الشائعة تقوم برحلات هجرات. يمتد نطاق التكاثر الصيفي من إسبانيا وأيرلندا في الغرب عبوراً إلى الصين وسيبيريا في الشرق. وتتكاثر من أقصي الجنوب حتى شمال أفريقيا (المغرب والجزائر) وتتواجد في الشرق الأوسط في فلسطين المحتلّة ولبنان وسوريا، عبوراً بتركيا وأوروبا كلها، إلى أقصى الشمال من النرويج وفنلندا ومعظم أجزاء منطقة القطب الشمالي. تهاجر وصولاً لأفريقيا من خلال طرق عديدة، وغير مفهومة، وتنتهي بأفريقيا الاستوائية بإستثناء الأجزاء الشمالية. الخريطة في القالب العلوي بالصفحة ربما تعكس معرفة لينيوس في وقته؛ في الحقيقة السمامة الشائعة لا تتناسل في شبة القارة الهندية.
أظهرت دراسة مؤخرة لتحديد المواقع الجغرافية أن الواحدة من هذه الأنواع التي تتكاثر في الشتاء السويدي في منطقة الكونغو في أفريقيا.

### التناسل
تعشش السمامة أحياناً في أعشاش نقار الخشب في الغابات القديمة، (نحو 600 بعد أن تم الإبلاغ عن التعشش في مثل هذه الظروف في غابة بياوفيجا في شمال شرق بولندا في حين أن حياة المستعمرة الصغيرة في ثقوب نقار الخشب وصناديق الأعشاش الشجريه المحفوظة في الجمعية الملكية لحماية الطيورالمحفوظة في غابة كالدونيان القديمة في أبيرنثي، اسكتلندا)، ويمكن التخمين بأنهم إلي جانب المنحدرات وكانت المورد الرئيسي للعش، ولكن مع إزالة كاملة تقريبا من الغابات القديمة من نطاق تعشيشها فقد تكيفت لإشغال المواقع من صنع الإنسان، وستبني أعشاشها بالمواد المنقوله جواً، ومترابطه بلاعبها، في تجويفات المباني، وتحت القرميد، والفجوات تحت أعتاب النوافذ، ولكن في المعظم تكعشش تحت كنارات الأسطح البارزة وفي الجملون. تشكيل السمامة أزواج مخلصه بشكل معقول وقد تستمر لسنوات، وستعود إلى نفس موقع التعشيش والأزواج بعد سنين، وتعيد بناء العش عند الضرورة. أعشاش السمامة تتحلل بشكل طبيعي على مدى فترة طويلة (40 أسبوعا أو نحو ذلك) في حالة الطيور الغائبة في الهجرة. أنواع من الحشرات مثل عث الملابس والخنافس الخزانات والسجاد ستأكل الأعشاش، وتترك المواد الغير قابله للهضم، مثل الريش.
يمكن لصغار السمامة خفض درجة حرارة أجسامهم في العش وعناصر الأيض الأخري وتصبح خامله عند سوء الأحوال الجوية التي تمنعها من اصتياد الحشرات. يمكنه البقاء في هذه الحالة على قيد الحياة لبضعة أيام دون طعام.

### التغذية
باستثناء فترة التكاثر، تقضي السمامة حياتها في الجو وتعيش على الحشرات التي تلتقطها أثناء طيرانها. تشرب وتأكل وتتكاثر وتنام وهي معلقه في الجو. ليس هناك طائر يقضي وقت طويل مثلها وهو طائر. تكون مجموعان التربية كبيرة جداً في المناطق الغنية بالحشرات كالمستنقعات. تفيد التقارير أن ما يصل إلى 2000 سمامة تتغذي فوق الحفر الحصويه المغموره بالمياة والبحيرات ونادر تواجدها في مستنقعات دلتات الأنهر، وقد تمثل الزيادة في دخول السمامة لمساحة ضخمة من ربما 100 كيلومتر نصف دائري. على سبيل المثال قد ألمح إلي وجود عدد كبير من سمامة اسكتلندا الغربية تطير إلى بحيرة نيا لوف في أيرلندا الشمالية لتتغذى على وفرة.

## الطفيليات
تضم أعشاش السمامة تجمهرات من قملة المضغ وقملة السنونو والقملة الطائرة والقملة الشاحبه.

## استخدامه في الشعارات
الطائر المستخدم في شعارات النبالة يعرف باسم «مارتلت»، والمستخدم في الرمز من دون أقدام، من الممكن أنه يمثل السمامة، ولكن من المفترض عموما أن تشير إلى مسكن مارتن؛ استخدم لأسلحة الأبناء الأصغر سنا، ربما لأنه ترمز إلي تشردهم بدون أرض.